# Continuous wave

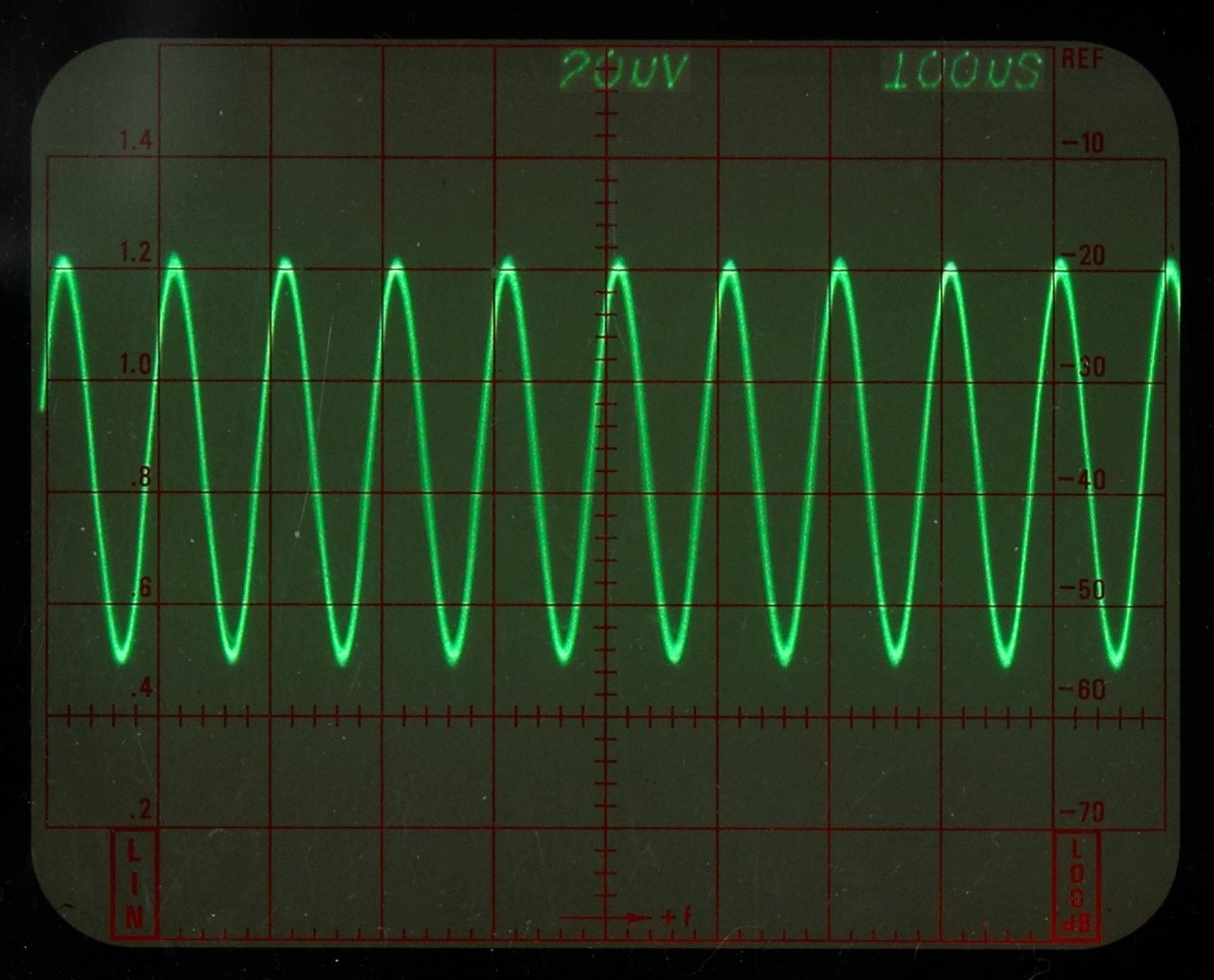
Ein CW-Signal ist gekennzeichnet durch seine kontinuierlichen Wellenzüge und die konstante Amplitude. (Amplitude vertikal, Zeit horizontal)

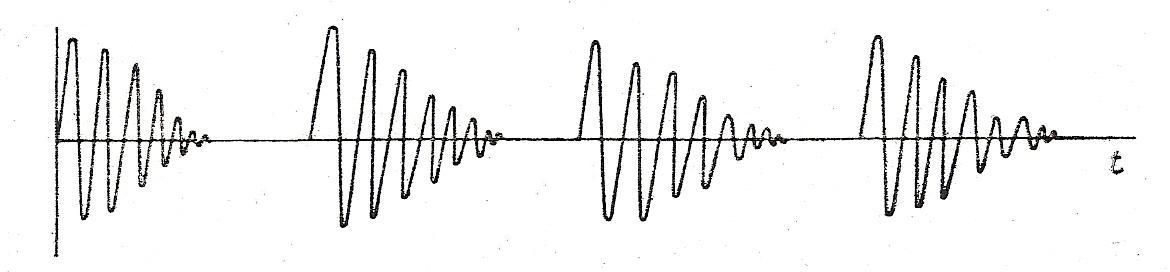
Serie von gedämpften Wellen mit abnehmender Amplitude (Amplitude vertikal, Zeit horizontal) erzeugt mit einem Knallfunkensender. Charakteristisch sind die Pausen zwischen den Signalen, die bei CW nicht auftreten.

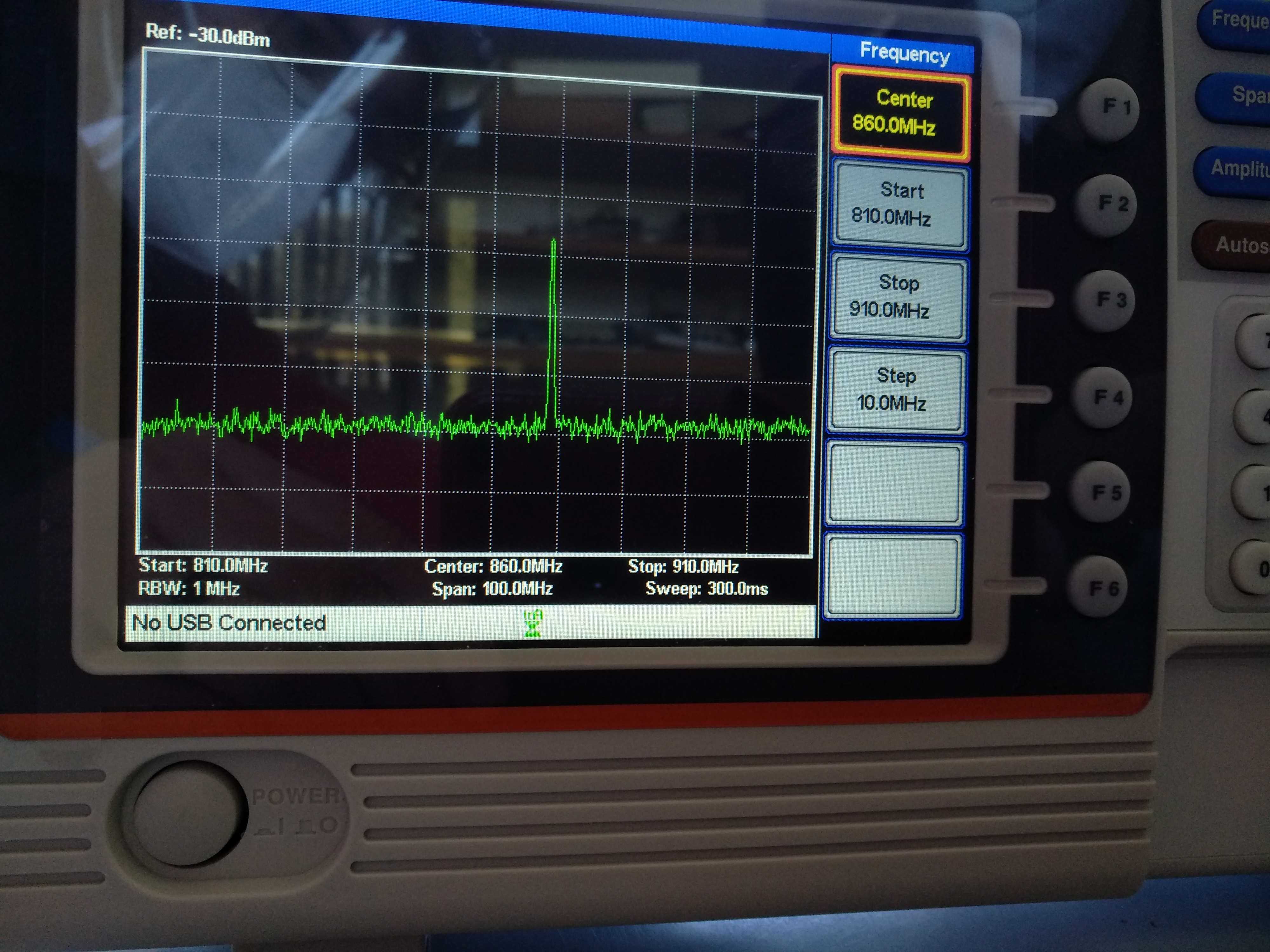
Spektrum eines schmalbandigen Signals (hier bei 868,8 MHz, Amplitude vertikal, Frequenz horizontal).

Continuous Wave oder Continuous Waveform, abgekürzt CW, ist die englische Bezeichnung für eine kontinuierlich ausgesandte elektromagnetische Welle und bezeichnet ein ungedämpftes, also zeitlich stationäres elektrisches Signal. Es gibt jedoch zusätzlich zur Definition für die kontinuierliche Aussendung eines unmodulierten Trägers bei ITU (engl. International Telecommunication Union) und ICAO (engl. International Civil Aviation Organization), auch die Verwendung von CW als Synonym für Telegrafie zur Übertragung von Zeichen im Morsecode unabhängig von der hierzu verwendeten Modulationsverfahren oder wie diese erzeugt werden. Dies sind:
1. Die ITU definiert Continuous Wave als die Aussendung eines Trägers ohne jegliche Modulation. Auf Englisch wird dies im Rahmen der Klassifikation der Aussendung (engl. Designation of Emission, DOE) als „Emission of an unmodulated carrier“  mit der Abkürzung „NON“[2] Sub-Section IIA §6 1.1 bezeichnet.
2. Bei ICAO (International Civil Aviation Organization) wird CW in den Bänden (engl. Volumes) des ICAO Annex 10 (Anhang 10 des Abkommens über die Internationale Zivilluftfahrt) für die unmodulierte Störstrahlung des Oszillators verwendet, der zum Heruntermischen des Eingangssignals auf eine Zwischenfrequenz verwendet wird. Dies kommt zum Beispiel bei Systemen des Flugnavigationsfunkdienstes (engl. Aeronautical Radio Navigation Systems, ARNS) Systemen vor, die z. B. im Frequenzbereich 960 bis 1215 MHz betrieben werden.[3]
3. CW wird jedoch im Allgemeinen, z. B. im Amateurfunk, auch als Synonym für Telegrafie zur Übertragung von Zeichen im Morsecode verwendet. Diese Zeichen im Morsecode können durch manuelle, mechanische oder elektronische Ein-/Aus-Tastung von (un-)modulierten Trägern erzeugt werden. Die Bezeichnung Continuous Wave für die Ein-/Aus-Tastung von Tönen ist jedoch nur dann formal richtig solange ein Modulationsverfahren verwendet wird, z. B. AM, FM oder PM bei dem der modulierte Träger kontinuierlich ausgesandt wird und zur Erzeugung des Morsecodes ein Ton intermittierend ein- und aus-getastet wird. Erfolgt die Erzeugung der Zeichen im Morsekode jedoch durch Ein-/Aus-Tastung eines unmodulierten Trägers, durch Ein-/Aus-Tastung eines Tons der einen eines Einseitenbandsender oder durch Pulse-Gruppen zur Generierung den Tons erzeugt, z. B. DME- und TACAN-Transponder, wird jedoch kein Träger kontinuierlich ausgesandt. (Anmerkung: Auch wenn kürzere und längere Aussendungen in Systemen genutzt werden, z. B. Lorenz-Bake, sind dies nicht automatisch Morsesignale, wenn das definierte Verhältnis der Dauer von Punkten, Strichen und Pausen nicht eingehalten wird.)

Bei ITU erfolgt, je nach Modulationsart und je nach zu übertragenden Daten, eine Unterscheidungen wie ein Signal erzeugt wird, da aus dem gemessenen Frequenz-Spektrum nicht erkennbar sein muss, welche Modulationsart verwendet wurde. Zum Beispiel kann durch Ein-/Aus-Tastung von einem, oder mehreren unmodulierten Träger, das gleiche Frequenzspektrum erzeugt werden, wie mit der Ein-/Aus-Tastung von einem oder mehreren Tönen, mit denen ein Einseitenbandsender moduliert wurde.
Für eine Betrachtung der Kompatibilität zwischen Funkanwendungen, die unterschiedliche Modulationen verwenden, ist jedoch eine genaue Unterscheidung bzw. Definition der Modulationsparamter notwendig. So hat z. B. ein unmodulierter Träger eine weitaus kleinere Störwirkung bei Empfang und Detektierung von gepulsten Signalen, als Sendungen, als Signale die von einem modulierten Hauptträger bzw. mehreren modulierten Trägern stammen.

## Geschichte
Am Beginn von Funk- und Radiotechnik im Ausgang des 19. Jahrhunderts, erfolgte Morsetelegrafie durch Aussendungen in Form von durch Ein-/Aus-Tastung unterbrochenen abgestrahlten Wellen (Skizze). Die ersten funktionsfähigen Sender zur drahtlosen Übertragung von Morsebuchstaben waren elektrische Funkensender wie Knall-, Stoß- und Löschfunkensender.
Sie sendeten, indem ein Kondensator immer abwechselnd aufgeladen und dann über die Sendespule in Form eines Funkendurchschlags entladen wurde. Dieser ständig wiederholte Vorgang erzeugte gedämpfte, unterbrochene Wellen mit durch das Aufladen bedingten regelmäßigen Pausen. Deshalb sowie wegen ihrer sehr großen Bandbreite, der häufiger möglichen Interferenzen wegen noch zu mangelhafter Frequenzselektion und des lauten Knalls bei jedem Absetzen des Sendefunkens waren diese Apparaturen aus späterer Sicht „schmutzige“ Sender.
Zu Beginn des zwanzigsten Jahrhunderts erfanden Valdemar Poulsen sowie Reginald Fessenden jeweils mit Lichtbogen- und Maschinensender modernere Sendertypen, die ungedämpfte Wellen erzeugten. Damit konnte eine neue Ära nicht nur in der Telegrafie, sondern auch erstmals in der Ausstrahlung von Sprache und Musik beginnen; mit den mit Unterbrechung arbeitenden Funkensendern war ein nutzbares Übertragen von Tönen nicht möglich gewesen.
Bei der Morsetelegrafie wird entweder der unmodulierte Träger getastet, z. B. NDB, Nr.3.4.6.1.1 oder für die tönende Morsetelegrafie die Modulation auf dem dauerhaft abgestrahlten Träger zur Übertragung von Zeichen im Morsecode, z. B. bei NDB. Nr.3.4.6.1
Bei der Tastung eines unmodulierten Trägers steigt wie bei jedem Pulsesignal die zur Übertragung notwendige Bandbreite mit der Frequenz, mit der der Träger ein- und ausgeschaltet wird, sowie der minimalen Dauer und der An- und Abfallzeit der Morsesignale. Bei langsamer Tastung mit größeren An- und Abfallzeiten eines unmodulierten Trägers kann ein schmalbandiges Signal (Bild) erzeugt werden, so dass sich der größte Teil der Energie auf wenige Hz ober- und unterhalb der Trägermittenfrequenz konzentriert, zu schnelle An- und Abfallzeiten vergrößern aber die Bandbreite und erhöhen damit die Störwirkung. Damit kann Morsetelegrafie bei Nutzung der Tastung eines unmodulierten Trägers selbst bei geringer Strahlungsleistung eine hohe Reichweite erzielen, da das Signal auch bei schlechtem Signal-Rausch-Verhältnis oder Störungen durch andere Signale oder in anderen Signalen vom Menschen noch wahrgenommen und als Zeichen verarbeitet werden. Durch Verwendung von schmalbandigen Filtern im Empfänger von bis zu 250 Hz oder weniger und/oder zusätzliche Audio-Filter kann die Empfangswahrscheinlichkeit noch verbessert werden.

## Dauerstrichleistung

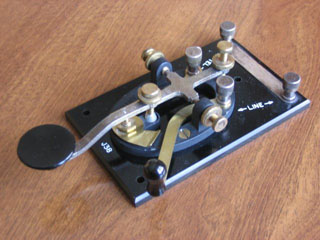
Amerikanische Morsetaste J‑38 mit Hebel (vorn) für Dauerstrich.

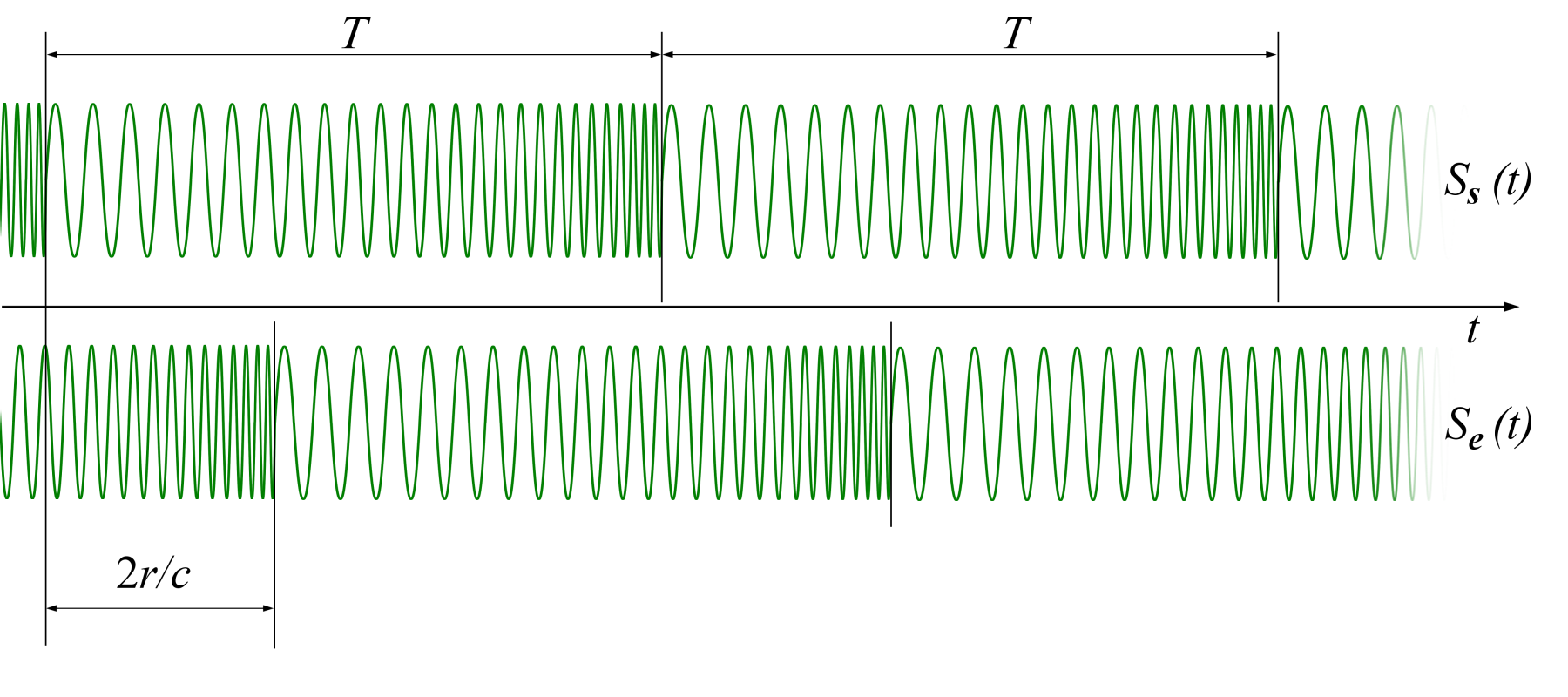
FMCW-Signale (Frequency Modulated Continuous Wave, Amplitude vertikal, Zeit horizontal)

Dauerstrichleistung wird für eine konstant anstehende Sendeleistung, die an die verwendete Antenne übertragen wird, verwendet.
Bei einem frequenzmodulierten, aber kontinuierlich sendenden frequenzmodulierten Dauerstrichradar (engl. Frequency Modulated Continuous Wave Radar, FM-CW Radar), z. B. in einem Funkhöhenmesser wird daher z. T. auch die Bezeichnung Dauerstrichradar verwendet. Das abgestrahlte FM-CW-Signal wird an Zielobjekten reflektiert und die Entfernung aus den empfangenen Echos von den Zielobjekten im Empfänger aufgrund des Unterschieds in der Frequenz zwischen gesendetem und empfangenen Signal detektiert. (Bild).
Auch nichtpulsierende Laser heißen Dauerstrich- oder CW-Laser. Bei Teilchenbeschleunigern wird von CW- oder Dauerstrichbetrieb gesprochen, wenn der beschleunigte Teilchenstrahl nicht unterbrochen ist, also nicht gepulst wird.

## Amateurfunk Morsebetrieb

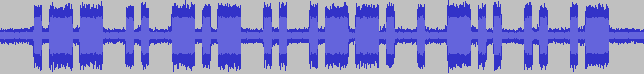
Ein-/Aus-Tastung eines Trägers (Amplitude vertikal, Zeit horizontal) zur Erzeugung von Zeichen im Morsecode. Dies Signale sind aber keine Continuous Wave, werden aber oft, z. B. im Amateurfunk, mit dem Synonym CW bezeichnet

Kurioserweise wird CW z. B. im Amateurfunkdienst als Abkürzung für Tastfunk, Morsen oder Morsetelegrafie, verwendet. Charakteristisch für Telegrafie ist Ein- und Ausschalten des zu übertragenden Signals (Bild) – was nur bei einem konstant abgestrahlten Träger als CW-Signal bezeichnet werden kann. Die zuerst für Telegrafie verwendete (manuelle) Tastung von Löschfunkensendern oder später unmodulierten Trägern aus Sendern erfüllt aber bei Abstrahlung über eine Antenne nicht das Merkmal einer dauerhaft abgestrahlten Welle.
Eine Morsetaste, oder mechanische oder elektronische Tastung, erzeugt proportional zur Dauer mit der die Taste gedrückt bzw. die Tastung erfolgt eine nahezu ebenso lange Abstrahlung des Senders. Mit einem kurzen Druck auf eine Morsetaste wird ein »Punkt«-Zeichen und mit einem dreimal solangen Druck ein »Strich«-Zeichen im Morsealphabets erzeugt. Ebenso ist die notwendige Pause zwischen Punkten und Strichen auf die Dauer eines Punktes und zwischen Zeichen auf die Dauer eines Striches festgelegt. Einige Morsetasten, wie beispielsweise die amerikanische J‑38 (Bild), verfügen über einen Hebel, mit dem die Taste dauerhaft den Sender aktiviert.

## Referenzdokumente und Literatur
- Apurba Das: Signal Conditioning: An Introduction to Continuous Wave Communication and Signal Processing. Springer, 2012, ISBN 978-3-642-28818-0.